# Sceloporus virgatus
Sceloporus virgatus is een Noord-Amerikaanse soort hagedis uit de familie Phrynosomatidae.

## Naam en indeling
De wetenschappelijke naam van de soort werd voor het eerst voorgesteld door Hobart Muir Smith in 1938. Oorspronkelijk werd de wetenschappelijke naam Sceloporus undulatus virgatus gebruikt en werd de hagedis als een ondersoort van de haagleguaan (Sceloporus undulatus) beschouwd.

## Uiterlijke kenmerken
Sceloporus virgatus kan tot zeventig millimeter lang worden, de lange staart niet inbegrepen. De soort heeft een oranjebruine tot donkergrijsbruine lichaamskleur. De buikzijde is aanmerkelijk lichter en effen van kleur, soms met donkere vlekken op de borst en keel. Van de snuitpunt tot de basis van de staart zijn twee gele strepen gelegen over de rug. Aan de flanken scheidt een lichtgrijze tot witte streep de boven- en onderzijde van het lichaam. Over de rug van vrouwtjes lopen meestal twee rijen met kleine, donkergrijsbruine vlekken met een witte punt; bij mannetjes is dat meestal niet zo. Over het midden van de rug is vaak een zachte, brede, grijsbruine streep aanwezig. De schubben zijn duidelijk gekield.
De ongevlekte buikzijde onderscheidt deze soort van zijn verwanten die in dezelfde streken voorkomen. Sceloporus virgatus houdt een winterslaap; jongere exemplaren kunnen echter wel actief worden op zonnige en warme winterdagen. Zowel mannetjes als vrouwtjes verdedigen een territorium.

## Voortplanting en ontwikkeling
Sceloporus virgatus paart in april en mei. Tijdens het broedseizoen krijgt de soort soms blauwe vlekken op de keel. Bij drachtige vrouwtjes wordt dit blauw soms omrand of vervangen door een oranje kleur. De kleur blijkt gelinkt te zijn aan de overlevingskansen van de jongen: hoe feller de moeder gekleurd is, hoe meer antioxidanten dat de eieren bevatten. De eieren worden in juni of juli gelegd, een legsel telt vijf tot vijftien eieren. Het nest wordt uitgegraven in vochtige en door de zon beschenen grond. De juvenielen sluipen in augustus uit het ei.

## Verspreiding en habitat
Sceloporus virgatus komt voor in de Mexico en New Mexico en Amerikaanse staten Arizona. Hij komt er voor op hoogtes tussen 1490 en 3080 meter boven zeeniveau. De populaties zijn geografisch van elkaar gescheiden. Ze komen voor in gemengde eiken- en pijnboomwouden. De soort leeft vooral op de bodem, maar kan ook vlot klimmen. De hagedis klimt bijvoorbeeld in bomen bij bedreiging.

## Beschermingsstatus
Door de internationale natuurbeschermingsorganisatie IUCN is de beschermingsstatus 'veilig' toegewezen (Least Concern of LC).